# Pins
PINS — український рок-гурт, заснований 14 листопада 1999 року.

## Історія
Гурт був заснований 14 листопада 1999 року в м. Кременчук під час першої репетиції, після розпаду панк-групи “Allergy”. З початку це був квартет – вокал, гітара, бас-гітара, барабани. Основним завдання був постійний музичний експеримент та якість. Час від часу гурт розширювався і до квінтету, і до секстету. Велика кількість людей свого часу пограло в групі, з них як мінімум можна скласти ще два гурти, але із першого складу лишився лише бас-гітарист. Перший концерт гурт дав в місті Харків 27 лютого 2000 року в місцевому клубі «Zappa». Далі основну концертну діяльність колектив зосередив на місцевих кременчуцьких концертах та різноманітних фестивалях і конкурсах по Україні. Вирішальну роль в історії групи зіграв випадковий виступ на фестивалі «Рок Точка 2001» (м. Донецьк), адже колектив туди попав помилково і не був серед запрошених учасників фестивалю. Учасники спромоглись домовитись з організаторами бодай виступити із декількома піснями на відкритті другого дня фестивалю перед гуртом Tequilajazzz. «На той момент жоден з учасників  не те щоб не брав участь у фестивалях такого масштабу, а й навіть наживо не бачив подібного шоу з настільки потужним звуком та живого виконання   таких гуртів, як «Tequilajazzz», «Воплі Відоплясова», «Я і друг мой грузовик», «Збєй Пепелз», хіба що по телевізору», - пригадує Олексій Носенко.
Приблизно в цей же час гурт власними зусиллями записав експериментальний альбом в домашніх умовах, який розповсюджувався, здебільшого, серед друзів та знайомих. Матеріал переважною більшістю витриманий в панк традиціях, але місцями з деякими відхиленнями в етніку. Вже тоді гурт експериментував з етнічними інструментами, мотивами і мелодіями, це також чути і в останньому повноформатному альбомі «Марафон». Перший домашній альбом на даний момент є секретним архівом гурту і навряд чи  його можна знайти навіть в інтернеті.
2003 року до групи приєднався новий барабанщик Андрій Самогородський та гітарист Тарас Коросташов, який і досі є невід’ємною частиною групи.
2003 року гурт виборов першу премію на всеукраїнському фестивалі «Червона Рута». Цей факт  додав ще більшої впевненості і гурт серйозно замислився про повноцінний якісний альбом.
Десь приблизно із 2002 року гурт розширився до секстету із двома гітарами і двома вокалами. Також в репертуарі колективу з’явилось і більше етнічних мотивів та відчутний вплив таких жанрів як нью-метал та хард-кор.
Приблизно з 2004 по 2005 рік гурт намагався записати альбом і він вже був фактично записаний. Але результат зведення на думку учасників був незадовільний. Тому гурт взявся за абсолютно новий матеріал, який згодом увійшов до альбому «Мандрівник».
З 2006 року двоє учасників колективу Олексій та Сергій переїжджають до Києва. З цього моменту, можна сказати, починається активніше освоєння київської сцени. Завдяки наполегливості і впертості, гурту вдалось затягнути Влада Ляшенка, на той час продюсера гурту ТОЛ,  на репетицію в Києві, щоб він зміг наживо оцінити колектив і дати можливість відіграти короткий сет на фестивалі «ІншаМузика 2006». З цього часу почався процес співпраці із лейблом «ІншаМузика».
Протягом 2007 року гурт засів на студію «White» Олега Шевченко, де був повністю записаний альбом «Мандрівник».
Процес зведення «Мандрівника» затягнувся на цілий рік і альбом урешті-решт вийшов у 2008 році. Також було презентовано відео-кліп на головну пісню альбому «Мандруй зі мною», режисером якого став Василь Прозоров.  Після виходу альбому кількість концертів у гурту виросла і став відчутний прогрес як у зіграності, виконанні, подачі так і загалом. Група проїхалась із туром по Україні із такими гуртами як АННА, Skinhead, Мегамасс, Slap та ін.
У 2010 році відбувається остання зміна в складі гурту. До колективу приєднався новий барабанщик Вадим Горобець. 
Після зміни в складі було вирішено зробити невелику паузу з концертами та зосередитись на новому матеріалі. Приблизно після 7 місяців активних репетицій гурт з’явився в телеефірі на запрошення вінницького телеканалу для зйомок програми «Живий звук». Після цього гурт знову засів на репетиційній базі лише інколи з’являючись на концертах чи фестивалях.
У 2012 році гурт поступово почав підходити до процесу запису другого повноформатного альбому. Почався процес пошуку студій в Україні, які б задовольнили б вимоги до альбому. Як лакмусовий папірець гурт записав на студії «RevetSound» сингл російською мовою «Сквозь облака» і самостійно виклав його в мережу. Згодом, сингл попав до збірки від лейблу «ІншаМузика». 
Після виходу синглу було вирішено більш ретельніше підготуватись до запису і підбору студій. Було здійснено запис демо-версій всіх пісень альбому. У 2013 році було вирішено, що частина інструментів буде записана на студії «Звуко ЦЕХ», а решта – на студії «RevetSound». Саунд-продюсером було обрано Сергія «KNOB» Любінського, який також продюсував і «Мандрівник». 
Протягом 2013 та 2014 років мало по малу частинами здійснювався запис альбому «Марафон». Події в Україні також певною мірою склали деякі складнощі в процесі, і запис часом переривався майже на півроку. 
Приблизно влітку 2015 року «Марафон» було повністю записано і зведено. Продовжилась робота над арт-ворком та перемовини із лейблом «ІншаМузика» на випуск лонгплея. 1 вересня 2015 року відбулась презентація синглу «Магічний знак», який був помічений багатьма вітчизняними музичними журналістами та інтернет-ресурсами. 30 жовтня 2015 року відбулась інтернет-презентація альбому «Марафон», а вже 14 листопада на своє 16-річчя гурт відіграв велику сольну презентацію в київському клубі MonterayLiveStage.
Гурт увійшов "10 ЗНАКОВИХ ГУРТІВ В УКРАЇНСЬКОМУ ПРОГ-РОЦІ І ПРОГ-МЕТАЛІ" за версією Neformat. 
Видання "Слух" пише про гурт Pins в статті "10 гуртів української важкої сцени 2000-х, які варто пам’ятати".
 

В грудні 2022 року гурт PINS випустили відео з концерту на пісню  "Мов Останній Раз". 
«Особисто я беру натхнення зі всього, що трапляється зі мною в житті – живопис, література, рідні і близькі люди, далекі мандрівки і просто із середини своєї свідомості. Мої музичні вподобання дуже широкі. В моїй домашній колекції понад 50 вінілів, в контакті понад 4000 пісень. Я дуже люблю класику, особливо ноктюрни Фредеріка Шопена у виконанні Рубінштейна, також дуже мені подобається індійська етнічна музика і індійська сучасна рок-музика, я великий прихильник minimal idm таких як «Adamned.age». Але останні роки я більше люблю свої музичні вподобання слухати наживо. З останніх – «Nine Inch Nails», «Deftones», «Tomahawk», «Fink»» - Олексій Носенко, бас-гітарист та незмінний учасник гурту. 

## Участь у фестивалях
«Рок Точка 2001» (м. Донецьк) 

«Перлини сезону 2002» (м. Запоріжжя, фінал) 

«Червона рута 2003» (м. Київ, фінал, перша премія) 

«Мазепа-Фест 2004/2005» (м. Полтава) 

«Тарас Бульба 2004/2005» (м. Дубно, дипломанти 2004/2005) 

«ЄвроКемп 2005» (м. Київ, Труханів острів) 

«Рок Вибух 2005» (м. Івано-Франківськ) 

«Висадка 2006» (м. Тернопіль) 

«Рок Рик 2006» (м.Львів) 

«ПроРок 2006» (м. Кролевець) 

«Іншамузика 2007/2008» (м. Київ) 

«Тарас Бульба 2007» (м. Дубно, перша премія) 

«Володимир 2007» (м. Володимир-Волинський) 

"UpFest 2008" (м. Луцьк) 

"Рок Січ 2008" (м. Київ) 

"The Global Battle Of The Bands'08 - Національний Фінал" (м. Київ, 3 місце)  

"The Global Battle Of The Bands'09 - Національний Фінал"

"Рок Січ 2010" (м. Київ) 

"Іншамузика 2011" (м. Київ) 

"Руйнація Х, 2012" (м.Львів)
"Бандерштат" 2016  
"Іншамузика 2016" (м. Київ)

## Учасники
- Віталій Черя Носенко — вокал;
- Тарас Коросташов — гітара;
- Сергій Пінчук — гітара;
- Олексій Носенко — бас;
- Вадим Горобець — барабани;

## Дискографія
- "Мандрівник" (Іншамузика, 2008);
- "Сквозь Облака" Single, 2012.
- "Марафон" (ІншаМузика/MOON Records, 2015)

## Участь у збірках
- "Тарас Бульба 2005";
- "Мазепа Фест 2005";
- "Мазепа Фест 2006";
- "Ре:еволюція 2008".

## Кліпи
- "Мандруй зі мною", 2008.
- "Мов Останній Раз", 2022